# Браннаш, Карстен
Карстен Браннаш (нем. Karsten Brannasch; род. 17 августа 1966, Альтдёберн, ГДР) — немецкий бобслеист, разгоняющий, выступавший за сборные ГДР и Германии в конце 1980-х — начале 1990-х годов. Чемпион зимних Олимпийских игр 1994 года в Лиллехаммере, серебряный и бронзовый призёр чемпионатов Европы.

## Биография
Карстен Браннаш родился 17 августа 1966 года в коммуне Альтдёберн (ныне — земля Бранденбург). Выступать в бобслее на профессиональном уровне начал в конце 1980-х годов и сразу показал несколько хороших результатов, в частности, выиграл серебряную медаль на чемпионате Европы в Винтерберге, приехав вторым в зачёте четвёрок.
Наиболее значимым событием в карьере Браннаша стали зимние Олимпийские игры 1994 года в Лиллехаммере, где он в составе четырёхместного экипажа, куда также вошли пилот Харальд Чудай с разгоняющими Александром Шелигом и Олафом Хампелем, завоевал золотую медаль.
После Олимпиады в 1995 году он также взял бронзу среди четвёрок на европейском первенстве, прошедшем в Альтенберге.